# Merewether Heights
Merewether heights est une banlieue de Newcastle dans l'État de la Nouvelle-Galles du Sud en Australie située à 6 kilomètres au sud-ouest de Newcastle.